# Han Xinyun
Han Xinyun (chino simplificado: 韩馨蕴; chino tradicional: 韓馨蘊; pinyin: Hán Xinyun, nació el 30 de mayo de 1990 en Zhejiang), es una jugadora de tenis china.
Han ha ganado un total de 8 títulos individuales y 22 dobles en la gira de la ITF. El 24 de octubre de 2016, alcanzó su mejor ranking en sencillo el cual fue la número 105 del mundo. En julio de 2019, alcanzó el puesto número 50 del mundo en el ranking de dobles.
En 2010, Han hizo su debut en un Grand Slam, que fue a través de la clasificación para llegar a la primera ronda del Abierto de Australia. Además, hizo su debut en la Copa Federación, en la que ayudó a China a conseguir su única victoria en sigles contra Eslovaquia.
Jugó por China, en la Copa Federación, Han tiene ganados y perdidos 2-1.

## Títulos WTA (3; 0+3)

### Dobles (3)
| Leyenda                                        |
| ---------------------------------------------- |
| Grand Slam (0)                                 |
| WTA Finals (0)                                 |
| WTA Elite Trophy (1)                           |
| Tier I, P. Mandatory & Premier 5, WTA 1000 (0) |
| Tier II, Premier, WTA 500 (0)                  |
| Tier III & IV, International, WTA 250 (2)      |

| N.º | Fecha                  | Torneos      | Superficie | Pareja           | Oponentes en la final          | Resultado |
| --- | ---------------------- | ------------ | ---------- | ---------------- | ------------------------------ | --------- |
| 1.  | 16 de enero de 2016    | Hobart       | Dura       | Christina McHale | Kimberly Birrell Jarmila Wolfe | 6-3, 6-0  |
| 2.  | 5 de noviembre de 2017 | Elite Trophy | Dura (i)   | Yingying Duan    | Lu Jingjing Shuai Zhang        | 6-2, 6-1  |
| 3.  | 5 de agosto de 2018    | Washington   | Dura       | Darija Jurak     | Alexa Guarachi Erin Routliffe  | 6-3, 6-2  |

#### Finalistas (7)
| N.º | Fecha                    | Torneos     | Superficie    | Pareja           | Oponentes en la final                 | Resultado        |
| --- | ------------------------ | ----------- | ------------- | ---------------- | ------------------------------------- | ---------------- |
| 1.  | 23 de septiembre de 2007 | Pekín       | Dura          | Xu Yifan         | Chia-Jung Chuang Su-Wei Hsieh         | 6-7(3), 3-6      |
| 2.  | 28 de septiembre de 2008 | Pekín       | Dura          | Xu Yifan         | Anabel Medina Caroline Wozniacki      | 1-6, 3-6         |
| 3.  | 19 de septiembre de 2010 | Guangzhou   | Dura          | Liu Wanting      | Sania Mirza Edina Gallovits-Hall      | 5-7, 3-6         |
| 4.  | 24 de septiembre de 2011 | Guangzhou   | Dura          | Chan Chin-wei    | Su-Wei Hsieh Saisai Zheng             | 2-6, 1-6         |
| 5.  | 25 de mayo de 2019       | Estrasburgo | Tierra batida | Yingying Duan    | Daria Gavrilova Ellen Perez           | 4-6, 3-6         |
| 6.  | 21 de julio de 2019      | Lausana     | Tierra batida | Monique Adamczak | Anastasia Potapova Yana Sizikova      | 2-6, 4-6         |
| 7.  | 6 de marzo de 2022       | Monterrey   | Dura          | Yana Sizikova    | Catherine Harrison Sabrina Santamaria | 6-1, 5-7, [6-10] |

## Títulos WTA 125s

### Dobles (1)
| N.º | Fecha               | Torneos   | Superficie | Pareja  | Oponentes                     | Resultado |
| --- | ------------------- | --------- | ---------- | ------- | ----------------------------- | --------- |
| 1.  | 23 de abril de 2017 | Zhengzhou | Dura       | Zhu Lin | Jacqueline Cako Julia Glushko | 7-5, 6-1  |

#### Finalista (5)
| N.º | Fecha                 | Torneos       | Superficie    | Pareja           | Oponentes                         | Resultado           |
| --- | --------------------- | ------------- | ------------- | ---------------- | --------------------------------- | ------------------- |
| 1.  | 10 de agosto de 2013  | Suzhou        | Dura          | Eri Hozumi       | Tímea Babos Michaëlla Krajicek    | 2-6, 2-6            |
| 2.  | 27 de octubre de 2014 | Ningbo        | Dura          | Zhang Kailin     | Arina Rodionova Olga Savchuk      | 6-4, 6-7(2), [6-10] |
| 3.  | 28 de abril de 2019   | Anning        | Tierra batida | Duan Yingying    | Peng Shuai Yang Zhaoxuan          | 5-7, 2-6            |
| 4.  | 4 de agosto de 2019   | Karlsruhe     | Tierra batida | Yuan Yue         | Lara Arruabarrena Renata Voráčová | 7-6(2), 4-6, [4-10] |
| 5.  | 10 de julio de 2022   | Contrexéville | Tierra batida | Alexandra Panova | Ulrikke Eikeri Tereza Mihalíková  | 6-7(8), 2-6         |